# Mikołaj Opacki
Mikołaj Opacki herbu Prus III (zm. przed 23 sierpnia 1608 roku) – wielkorządca krakowski od 2 sierpnia 1603 roku, podkomorzy warszawski w latach 1599–1608, starosta piaseczyński w 1602 roku, dworzanin królewski w latach 1588–1599.
Syn Radosława i Anny Doroty Ostróg z Ostroroga h. Nałęcz. Żonaty z Małgorzątą Pisieńską i Anną Sękowską, z którą miał córkę Elżbietę i synów: Jana, Jana Olbrychta, Krzysztofa, Samuela Franciszka, Wojciecha i Zygmunta.